# 日照海滨国家森林公园
日照海滨国家森林公园是一个中国国家森林公园，位於中國山東省日照市東港區。該公園是國家4A級旅遊景區，面积约6平方千米（一說8平方千米），海岸線長7公里，有濱海沙灘。
該公園前身是1960年2月建成的大沙洼林场。大沙洼林场當時是一個人工沿海防护林带。1970年，大沙洼林场的面积扩大至780公顷。1992年改建成鲁南海滨国家森林公园。2002年改名日照海滨国家森林公园。2020年起公園不再收費。